# El ojo de vidrio
El ojo de vidrio é uma telenovela mexicana, produzida pela Televisa e exibida em 1969 pelo Telesistema Mexicano.

## Elenco
- David Reynoso
- Carmelita González
- Jaime Fernández
- Carlos Martínez Baena